# Frontierland

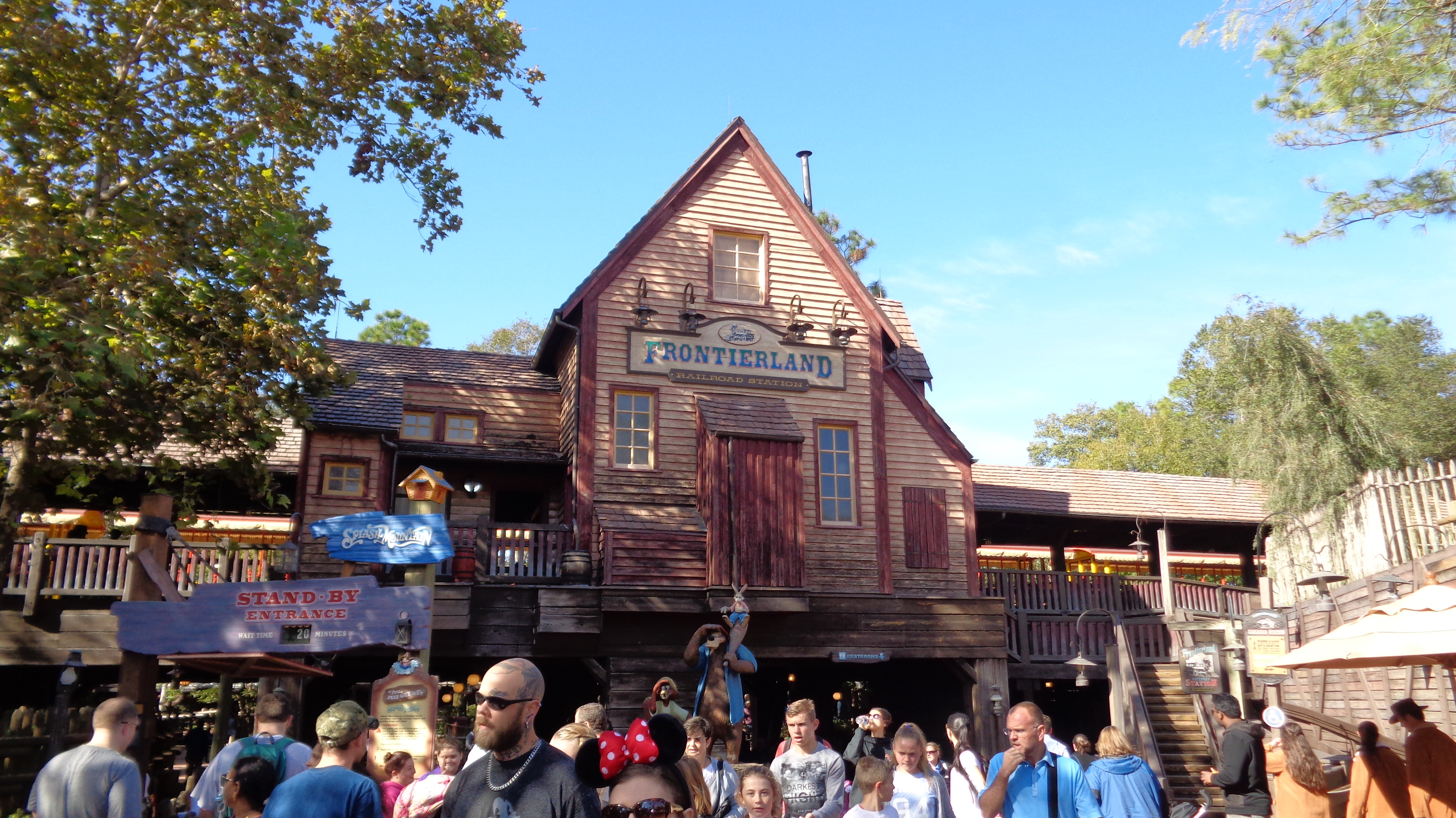
A entrada para a Frontierland Station no Magic Kingdom.

Frontierland é uma das "áreas temáticas" dos muitos parques ao estilo Disneyland administrados pela Disney em todo o mundo. Com o tema da velho oeste do século XIX, Frontierlands é o lar de cowboys e colonos, saloons, colinas de rocha vermelha e corridas do ouro, juntamente com alguma influência da história americana, da América do Norte em geral e da América Latina. É chamada de Westernland na Tokyo Disneyland e Grizzly Gulch na Hong Kong Disneyland.
Para construir uma representação precisa de uma cidade do velho oeste, Walt Disney enviou uma equipe de filmagem para Frontier Town, em North Hudson, Nova Iorque, para filmar um filme que foi usado como inspiração para a Frontierland, conforme revelado no livro Frontier Town Then And Now.

## Disneyland
Frontierland. É aqui que vivenciamos a história do passado do nosso país. A cor, o romance e o drama da fronteira americana à medida que se desenvolveu, passando de trilhas selvagens a estradas, barcos fluviais, ferrovias e civilização. Uma homenagem à fé, coragem e engenhosidade dos nossos corajosos pioneiros que abriram caminho e tornaram esse progresso possível.

—Walter E. Disney, 17 de julho de 1955

### História
A Frontierland apareceu pela primeira vez na Disneyland como uma das cinco áreas temáticas originais. Iniciada por Walt Disney, no início, a área continha poucas atrações, mas era centrada em vastas extensões de natureza selvagem que os visitantes percorriam em diligências, mulas de carga, carroças Conestoga e trilhas para caminhada. O Mine Train Through Nature's Wonderland foi inaugurado em 1960, consistindo em um passeio tranquilo de trem por vários dioramas da paisagem do oeste. O Mine Train foi fechado em 1977 para dar lugar a uma nova atração: a Big Thunder Mountain Railroad, inaugurada em 1979.
O portão de entrada da Frontierland da Disneyland é construído com troncos de pinheiro ponderosa. A longa costa da terra ao longo do Rivers of America é considerada um local privilegiado para assistir ao show noturno Fantasmic!. As docas do Mark Twain Riverboat e do Sailing Ship Columbia (uma réplica do navio do explorador americano Robert Gray do século XVIII que circunavegou o globo) estão localizadas aqui, e a Tom Sawyer Island, no centro do rio, também é considerada propriedade da Frontierland.
No telhado da Westward Ho Trading Co., há chifres de alce ou veado. Os chifres de alce eram comumente colocados em lojas gerais no velho oeste para que os cowboys que chegavam à cidade soubessem imediatamente onde obter suprimentos. Também na Frontierland há um prédio com uma grande placa que diz "Laod Bhang Co. Fireworks Factory". Além disso, na fachada da loja marcada como "Crockett and Russel Hat Co.", há uma vitrine em homenagem a Fess Parker, que interpretou Davy Crockett no filme Davy Crockett, da Walt Disney. A Frontierland faz fronteira com a Fantasyland (através da Big Thunder Trail), a New Orleans Square e a Adventureland, e se conecta à Central Plaza através de um conjunto icônico de portões em estilo forte.

### Atrações e entretenimento

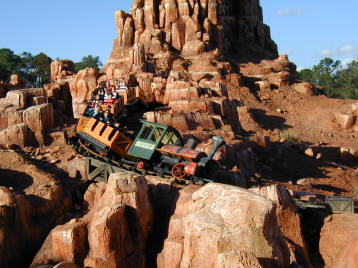
Big Thunder Mountain em Magic Kingdom

- Big Thunder Mountain Railroad (1979–presente)[2]
- Frontierland Shootin' Arcade[3]
- Rivers of America
  - Davy Crockett's Explorer Canoes
  - Mark Twain Riverboat (1955–presente)[4]
  - Pirate's Lair on Tom Sawyer Island (1956–presente)[5]
  - Sailing Ship Columbia (1958–presente)[6]
- Fantasmic! (1992–presente)[7]

### Antigas atrações e entretenimento
- American Rifle Exhibit & Frontier Gun Shop (1956–1986)
- Big Thunder Ranch (1986–1996, 2005–2016)
- Burning Settler's Cabin (1956–2003)
- Ceremonial Dance Circle (1955–1971)
- Conestoga Wagons (1955–1959)
- Davy Crockett Arcade (1955–1987)
- Davy Crockett Frontier Museum (1955)
- Dixieland Band Stand (1955–1961)
- El Zocalo (1958–1963)
- Festival of Fools (1996–1998)
- Fort Wilderness (1956–2003)[8]
- Indian Village (1955–1971)
- Little Patch of Heaven Petting Farm (2004–2005)
- Marshal's Office (1955–1956)
- Mexican Village (1957–1964)
- Rivers of America
  - Mike Fink Keel Boats (1955–1997)
  - The Heartbeat of New Orleans — A Living Mural (2023–2024)
- Mineral Hall (1956–1962)
- Miniature Horse Corral (1955–1957)
- Nature's Wonderland (1960–1977)
- Painted Desert (1955–1959)
- Rainbow Caverns Mine Train (1956–1960)
- Rainbow Ridge Pack Mules (1955–1973)
- Santa's Reindeer Round-Up (2005–2007) Seasonal
- Stagecoach Ride (1955–1959)
- Woody's Roundup (1999–2000)

### Restaurantes e lanches
- Golden Horseshoe Saloon
- Stage Door Cafe
- Rancho del Zocalo Restaurante
- River Belle Terrace

### Antigos restaurantes e lanches
- Aunt Jemima's Kitchen (1962–1970)
- Aunt Jemima's Pancake House (1955–1962)
- Casa de Fritos (1955–1982)
- Casa Mexicana (1982–2001)
- Chicken Plantation (1955–1962)
- Magnolia Tree Terrace (1970–1971)
- McDonald's Conestoga Fries (1998–2007)
- New Orleans Barbecue (1956–1957)
- Oaks Tavern (1956–1978)
- Silver Banjo Barbecue (1957–1961)

### Lojas
- Bonanza Outfitters
- Westward Ho Trading Company
- Pioneer Mercantile
- Silver Spur

### Antigas lojas
- Frontier Trading Post (1955–1987)
- Pendleton Woolen Mills Dry Goods Store (1955–1990)
- Malt Shop & Cone Shop (1958–1970)
- Quasimodo's Attic (1996–1997)

## Magic Kingdom
A Frontierland no Magic Kingdom estreou com três atrações: a estação ferroviária do Walt Disney World, Davy Crockett's Explorer Canoes (que funcionou até 1994) e a estreia mundial do Country Bear Jamboree (que foi permanentemente fechado em 2024 para dar lugar ao Country Bear Musical Jamboree). A Tom Sawyer Island foi inaugurada em 1973. A extremidade noroeste do parque deveria receber uma atração no estilo pavilhão "ingresso E", que nunca foi construída. A área ficou vazia até a estreia da Big Thunder Mountain Railroad em 1980.
Poucas mudanças seriam feitas até 1991, quando a Splash Mountain, baseada nas sequências animadas do filme Song of the South, de 1946, da Disney, foi construída no terreno vazio entre a Big Thunder Mountain Railroad e a estação ferroviária do Walt Disney World e a estrada de acesso ao desfile, o que exigiu a realocação da estação ferroviária. A Splash Mountain e uma nova estação ferroviária de dois andares foram inauguradas em 2 de outubro de 1992. A Frontierland faz fronteira com a Adventureland ao sul, com a Liberty Square a leste e, anteriormente, com o Rivers of America ao norte.
Em junho de 2020, a Disney anunciou que estaria reformulando a Splash Mountain em uma nova atração, baseada no filme de animação de 2009, A Princesa e o Sapo. A Disney declarou que o projeto estava em desenvolvimento desde 2019 e foi supervisionado pela produtora criativa sênior da Walt Disney Imagineer, Charita Carter, enquanto o criador da Splash Mountain, Tony Baxter, retornou como consultor criativo. A Splash Mountain foi fechada em 23 de janeiro de 2023. A Tiana's Bayou Adventure foi inaugurada oficialmente em 28 de junho de 2024.
Em 13 de junho de 2024, a Disney anunciou que a versão do Magic Kingdom do Frontierland Shootin' Arcade seria permanentemente fechada em 23 de junho de 2024 para dar lugar a um novo lounge para membros do Disney Vacation Club, o McKim's Mile House, que seria aberto em 18 de março de 2025.
Em agosto de 2024, foi anunciado que uma área com o tema da natureza selvagem americana da franquia Carros da Pixar seria adicionada à Frontierland, substituindo a Tom Sawyer Island e os Rivers of America.  Em junho de 2025, foi anunciado que a Tom Sawyer Island e a Rivers of America fechariam em 7 de julho de 2025 para dar lugar ao Piston Peak National Park. Durante esse período, a Walt Disney World Railroad funcionará temporariamente no modo Shuttle com alguns assentos reservados e a Frontierland Station será fechada devido à construção.

### Atrações e entretenimento
- Big Thunder Mountain Railroad (1980—presente)
- Tiana's Bayou Adventure (2024—presente)
- Country Bear Musical Jamboree (2024–presente) [19]
- Disney Vacation Club lounge (2025—presente)

### Antigas atrações e entretenimento
- Country Bear Jamboree (1971–1986, 1992–2012, 2012–2024)
  - Country Bear Christmas Special (1984—2005; temporários)
  - Country Bear Vacation Hoedown (1986—1992: temporários)
- Rivers of America
  - Admiral Joe Fowler Riverboat (1971-1980)
  - Liberty Belle Riverboat (1973-2025, conhecido como Richard F. Irvine entre 1973-1996)
  - Davy Crockett's Explorer Canoes (1971—1994)
  - Tom Sawyer Island (1973—2025)
- Splash Mountain (1992—2023)
- Frontierland Shootin' Arcade (1971–2024)

### Restaurantes e lanches
- Pecos Bills Tall Tale Inn
- Westward Ho
- The Diamond Horseshoe
- Golden Oak Outpost
- Aunt Polly's

### Antigos restaurantes e lanchess
- The Long Mile Bar

### Lojas
- Big Al's
- Frontierland Mercantile
- Critter Co-Op
- Tiana’s Bayou General
- Prairie Outpost and Supply

### Antigas lojas
- Briar Patch
- Splashdown Photos
- Frontierland Woodcarving Shop (substituído pelo DVC Kiosk)
- Trail Creek Traders Hat Shop

## Tokyo Disneyland

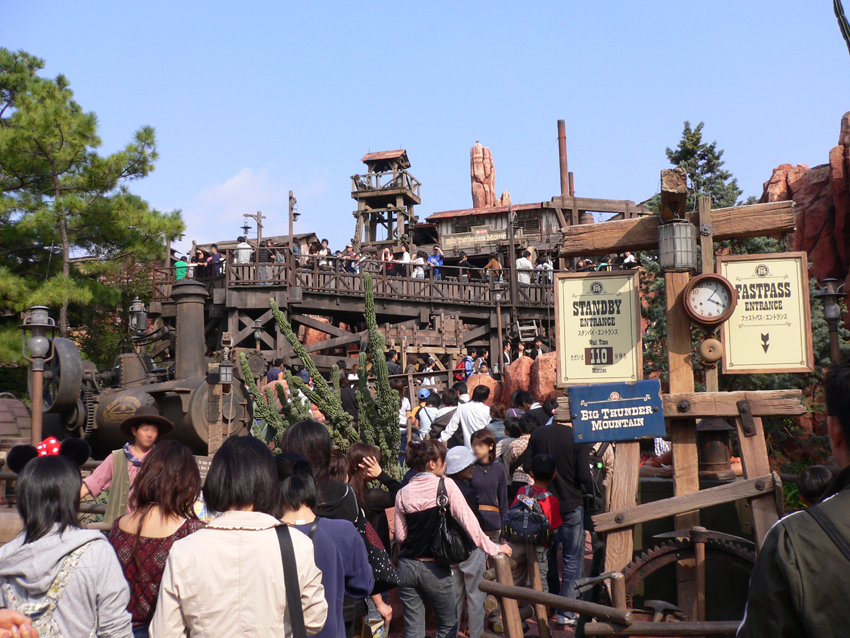
Big Thunder Mountain na Tokyo Disneyland

A área da Tokyo Disneyland é conhecida como Westernland, pois "frontier" não se traduz adequadamente no idioma japonês. O Mark Twain navega pelos Rivers of America desse parque. Com exceção das diferenças de localização e pequenas variações de cor, tema e nome, a área é semelhante às áreas Frontierland e Liberty Square do Magic Kingdom.

### Atrações e entretenimento
- Big Thunder Mountain (1987–presente)
- Country Bear Theater (1983–presente)
  - Jingle Bell Jamboree  (1988–presente; temporário)
  - Vacation Jamboree  (1994–presente; temporário)
- Horseshoe Roundup
- Rivers of America
  - Mark Twain Riverboat (1983–presente)
  - Tom Sawyer Island Rafts (1983–presente)
- The Diamond Variety Muster
- Westernland Shootin' Gallery

### Antigas atrações e entretenimento
- Rivers of America
  - Davy Crockett Explorer Canoes (1983-1992)
- Plaza Pavilion Bandstand
  - Swing & Sing (1984-1998)
  - Plaza Stomp (1989-1990)
  - Plaza Playtime (1991-1995)
  - Funderful Wonderful Friends (1995-1998)
  - Jazz Magic Bandstand (show diurno) (1997)
  - Moonlight Memory (show noturno) (1997)
  - Super-Duper Jumpin' Time (2005-2018)
- Lucky Nugget Stage (1987-2015)
  - Lucky Nugget Stampede (1991-1993)
  - Kickin' Country (1997-2000)
  - Goldtown Follies (2000-2001)
  - Happy Halloween Amigos! (2014)
- Pecos Goofy's Frontier Revue
- The Diamond Horseshoe
  - The Diamond Horseshoe Presents "Mickey & Company"
- Wild West Chance (2016-2018)[20][21]
- Roundup and Play (2016-2018)[20][21]

### Restaurantes e lanches
- Cowboy Cookhouse[22]
- Camp Woodchuck Kitchen
- Hungry Bear Restaurant
- Plaza Pavilion Restaurant
- Pecos Bill Cafe
- The Diamond Horseshoe

### Antigos restaurantes e lanches
- The Canteen (-2019)[23]
- Chuck Wagon (-2019)[23]

### Lojas
- Frontier Woodcraft
- Western Wear
- General Store
- Westernland Picture Parlour
- Trading Post
- Country Bear Bandwagon
- Happy Camper Supplies[24]

## Disneyland Park (Paris)

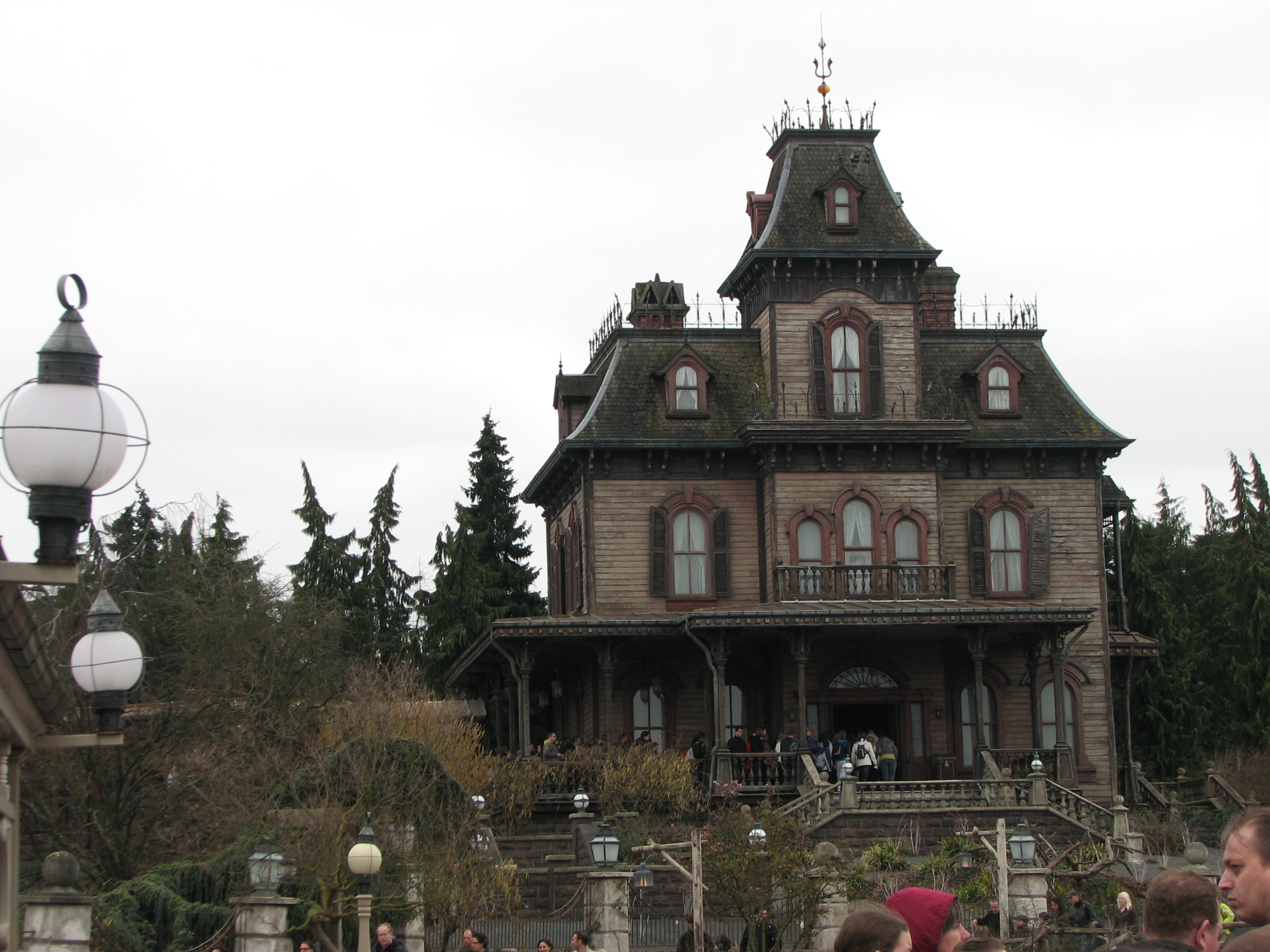
Phantom Manor no Disneyland Park, Paris

Localizada na área tradicionalmente ocupada pela Adventureland, a Frontierland no Disneyland Park foi inaugurada com a Euro Disneyland em 1992. Ao contrário de todas as outras instâncias, essa instância tem uma história elaborada sobre a cidade de Thunder Mesa, fundada por Henry Ravenswood para apoiar a mineração da Big Thunder Mountain. Essa história de fundo também serve de base para várias atrações, como a Phantom Manor, uma versão da popular atração Haunted Mansion que pode ser encontrada em alguns dos outros parques, com um tema de faroeste e um tom mais sombrio para se encaixar no restante da Frontierland. A terra é a maior de todas as Frontierlands até o momento, contendo todos os Rivers of the Far West dentro de suas fronteiras.
Dois barcos fluviais circulam pelo rio aqui, o Molly Brown e o Mark Twain, e podem ser embarcados no Thunder Mesa Riverboat Landing. O Critter Corral era uma antiga área do terreno convertida em Woody Roundup, uma área de encontro e saudação com Woody de Toy Story, juntamente com Jessie e Bala no Alvo de Toy Story 2. Nas margens dos Rivers of the Far West fica o Frontierland Playground (anteriormente chamado de Pocahontas Indian Village), um parque infantil com tema que lembra uma aldeia tradicional de nativos americanos. O terreno é convertido em 'Halloweenland' em outubro, com muitas abóboras e outros personagens assustadores à espreita em cada esquina. A Frontierland faz fronteira com a Adventureland e a Central Plaza da Main Street, U.S.A. via Fort Comstock.
Em outubro de 2008, Jack Skellington e Sally, do filme The Nightmare Before Christmas, de 1993, apareceram como personagens de encontro e saudação na sobreposição de Halloween e Natal. Eles estão situados do lado de fora da Phantom Manor.

### Atrações e entretenimento
- Rivers of America
  - Big Thunder Mountain (1992–presente)
  - Thunder Mesa Riverboat Landing (1992–presente)
- Disneyland Railroad - Frontierland Depot (1992–presente)
- Legends of the Wild West (1993–presente)
- Phantom Manor (1992-2018 e 2019–presente)
- Frontierland Playground (Antigamente Pocahontas Indian Village)
- Rustler Roundup Shootin' Gallery
- The Lucky Nugget Orchestra

### Antigas atrações e entretenimento
- Critter Corral (1992–2006)
- The Chaparral Theater
  - Pocahontas le Spectacle
  - Tarzan: The Encounter
  - Mickey's Winter Wonderland
  - Goofy Summer Camp
  - "La Forêt de l'Enchantement: Une aventure musicale Disney"
  - "Frozen Sing-Along”
- Woodcarver's Workshop
- Frontierland Theater
  - The Lion King: Rhythms of the Pride Lands
- Rivers of America
  - Indian Canoes
- Woody's Roundup Village
- Meet Mickey Mouse (Temporário)[26]
  - River Keel Boats

### Restaurantes e lanches
- The Lucky Nugget Saloon
- Last Chance Café
- Sleepy Hollow Refreshments
- Silver Spur Steakhouse
- Casa de Coco - Restaurante de Familia
- Cowboy Cookout Barbecue

### Lojas
- Thunder Mesa Mercantile Building
  - Tobias Norton & Sons
  - Bonanza Outfitters
  - Eureka Mining Supplies
- Big Thunder Photographer
- Saludos Amigos
- Pueblo Trading Post

## Hong Kong Disneyland

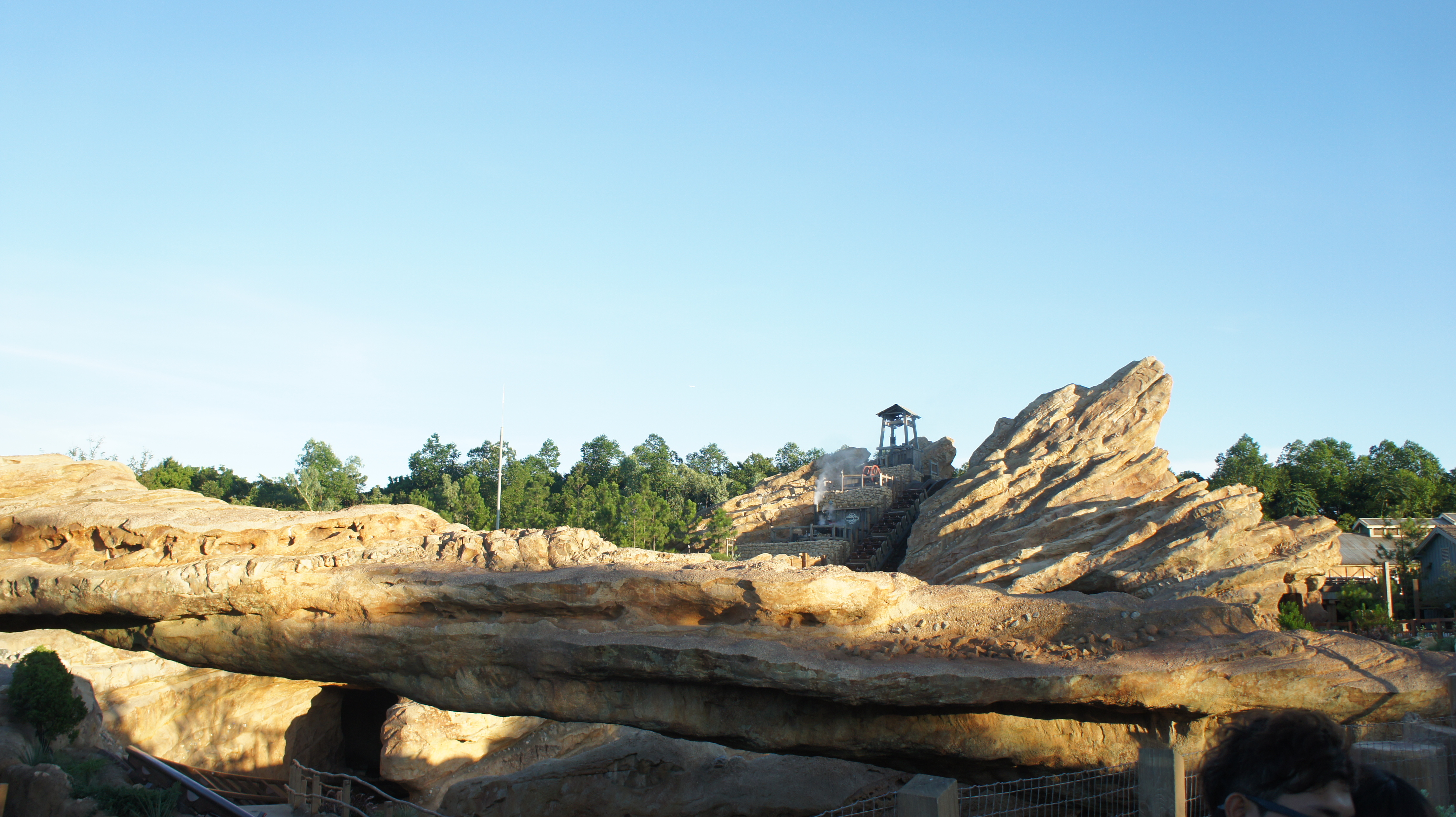
Big Grizzly Mountain na Hong Kong Disneyland

Em 2012, a Grizzly Gulch (em cantonês: 灰熊山谷) foi inaugurada na Hong Kong Disneyland como o equivalente do parque à Frontierland. A Grizzly Gulch é muito menor em comparação com as "Frontierlands" de outros parques da Disney, apresentando apenas uma atração, a Big Grizzly Mountain Runaway Mine Cars. Essa atração de montanha-russa é um cruzamento entre a Big Thunder Mountain Railroads da clássica Frontierlands com elementos da Expedition Everest, apresentando elementos especiais exclusivos dessa atração, incluindo partes para trás e uma seção de lançamento em alta velocidade.
Grizzly Gulch tem como tema uma cidade mineradora do norte da Califórnia fundada em 8 de agosto de 1888, uma data de fundação escolhida como "o dia mais sortudo do mês mais sortudo do ano mais sortudo". Embora os campos de gêiseres tenham atrapalhado os primeiros assentamentos, a cidade acabou obtendo sucesso quando uma família de ursos levou um dos garimpeiros a uma abundante descoberta de ouro, resultando no estabelecimento da Big Grizzly Mountain Mining Company. Os ursos foram considerados um amuleto da sorte para a cidade e receberam status de proteção, apesar de sua atividade ocasionalmente atrapalhar o trabalho nas minas.

### Atrações e entretenimento
- Big Grizzly Mountain Runaway Mine Cars (2012–presente)
- Geyser Gulch
- Welcome Wagon Show
- Wild West Photo Fun

### Restaurantes e lanches
- Lucky Nugget Saloon

### Lojas
- Bear Necessities